# Надёжин, Иван Павлович
Иван Павлович Надёжин (1900 — 1958) — советский военный деятель, руководитель Политического управления РККФ, полковник.

## Биография
На военной службе с июня 1919, член РКП(б). С 21 июня 1938 до мая 1939 член военного совета ВМФ СССР. Был начальником политического отдела аварийно-спасательного отряда КБФ. С 16 мая 1942 до 15 октября 1942 являлся военным комиссаром 12-й отдельной морской стрелковой бригады, после чего до 12 декабря 1943 начальник политического отдела этой бригады. Один из руководителей десанта на мыс Пикшуев. Пребывал на должности начальника политического отдела в ЭПРОН. Похоронен на Ново-Волковском кладбище.

### Звания
- бригадный комиссар, 20 ноября 1938.
- полковник береговой службы.

### Награды
- орден Ленина;
- три ордена Красного Знамени;
- орден Отечественной войны I степени;
- два ордена Красной Звезды;
- медаль «За оборону Ленинграда»;
- медаль «За оборону Советского Заполярья»;
- медаль «За победу над Германией в Великой Отечественной войне 1941—1945 гг.».